# Pallavolo ai XXIII Giochi centramericani e caraibici
La pallavolo ai XXIII Giochi centramericani e caraibici si è disputata durante la XXIII edizione dei Giochi centramericani e caraibici, che si è svolta a Barranquilla, in Colombia, nel 2018.

## Podi
| Evento                         | Oro             | Argento  | Bronzo     |
| Pallavolo maschile (dettagli)  | Porto Rico      | Colombia | Messico    |
| Pallavolo femminile (dettagli) | Rep. Dominicana | Colombia | Porto Rico |